# آرمسترانگ ویتورث اسکیمیتار
آرمسترانگ ویتورث اسکیمیتار (به انگلیسی: Armstrong Whitworth Scimitar) یک هواگرد ساختِ کارخانهٔ آرمسترانگ ویتورث ایرکرفت در کشور بریتانیا است. نخستین استفاده‌کنندهٔ این هواپیما نروژ بوده‌است. این هواگرد برای نخستین بار در ۱۹۳۵ میلادی مورد استفاده قرار گرفت.